# 𐞕
Cette page contient des caractères spéciaux ou non latins. S’ils s’affichent mal (▯, ?, etc.), consultez la page d’aide Unicode.
𐞕, appelée h barré en exposant, h barré supérieur ou lettre modificative h barré, est un symbole phonétique de certaines variantes de l’alphabet phonétique international. Il est formé de la lettre h barré ‹ ħ › mise en exposant.

## Utilisation
Dans certaines transcriptions de l’alphabet phonétique international (API), ‹ 𐞕 › peut être utilisé pour indiquer l’articulation fricative pharyngale sourde, par exemple [ʕ͡ʡ𐞕], pour noter une consonne occlusive épiglotto-pharyngale avec un relachement fricatif sourd dans le mot riri [ririʕ͡ʡ𐞕] « sauterelle » en amis, ou [𐞕s] pour une consonne pharyngo-alvéolaire sourde principalement alvéolaire par opposition à [ħˢ] pour une consonne pharyngo-alvéolaire sourde principalement pharyngale dans la transcription de l’espagnol mexicain.

## Représentations informatiques
La lettre modificative h barré peut être représenté avec les caractères Unicode suivants (Latin étendu – F) :
| formes       | représentations | chaînes de caractères | points de code | descriptions                          | note                            |
| ------------ | --------------- | --------------------- | -------------- | ------------------------------------- | ------------------------------- |
| modificative | 𐞕               | 𐞕                     | U+10795        | lettre modificative minuscule h barré | codé pour le symbole phonétique |